# エイルザ侯爵
エイルザ侯爵（英: Marquess of Ailsa）は、イギリスの侯爵位、貴族。連合王国貴族爵位。スコットランド貴族の第12代カセルス伯爵アーチーボルド・ケネディが1831年に叙されたことに始まる。
爵位名はクライド湾に浮かぶ小島（アルサクレイグ島）に由来し、同島は長くケネディ家の所有であったが、2013年に売却された。また、侯爵家の当主はケネディ氏族の氏族長を務める。
かつての邸宅には、カセルス・ハウス、エアーシャー州メイボール近郊のクレイン城などがあった。

## 歴史

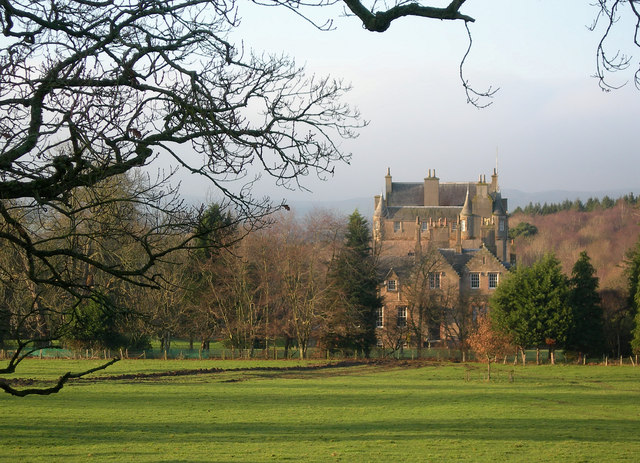
侯爵家の旧邸宅であるカセルスハウス。スコットランド、エアシャー地方に現存。

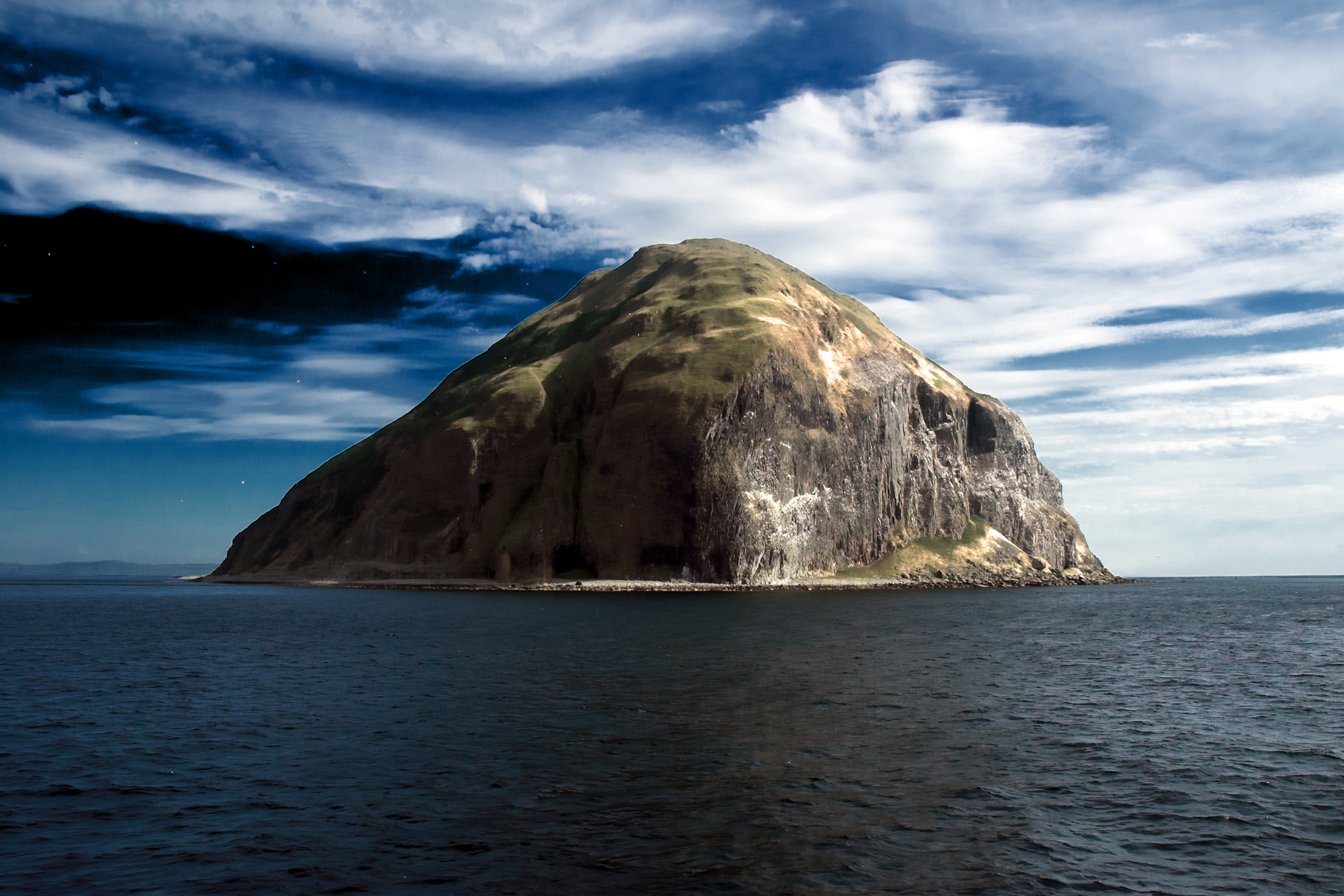
エイルザ侯爵ケネディ家がかつて領していたアルサクレイグ島

スコットランドの有力氏族であるケネディ家の歴史は長く、14世紀末までにその先祖の存在を確認することができる。その中でも、ギルバート・ケネディ(1406頃‐1480頃)がスコットランド王ジェームズ3世の御世の1457年にケネディ卿(Lord Kennedy)に叙されたことはのちのエイルザ侯爵家につながる出来事であった。
1509年には、初代卿の孫でスコットランド枢密院顧問官を務めた3代卿デイビッド(1463–1513)がカセルス伯爵(Earl of Cassillis)に叙された。
その後も初代伯の系統は7代伯ジョン(1653–1701)まで爵位継承を続けたが、その孫である8代伯ジョン(1700–1759)が1759年に嗣子なく没してしまう。この際に、伯爵位及び卿位が「男系相続（heir male）であるのか、女系も含めた相続(heir general)であるのか」を巡って論争となった。男系の場合は、3代伯の男系子孫であるクレインのケネディ準男爵家当主のトマス・ケネディ(1726-1775)が継承者であった。一方で女系の継承者として、7代伯の娘の孫にあたる第4代クイーンズベリー公爵ウィリアム・ダグラスがその爵位の継承を主張したため、貴族院による裁定を求める運びとなる。
これに対して、貴族院は1762年に『カセルス伯爵位及びケネディ卿位は男系子孫がこれを承継する』との決定を下したため、トマス・ケネディが第9代カセルス伯爵を襲うこととなった。
9代伯ののちは弟のデイヴィッドが爵位を相続した。しかし、10代伯デイヴィッド(1727-1792)には男子がなかったため、（クレインのケネディ）準男爵位は廃絶、カセルス伯爵位は遠縁アーチボルド・ケネディ(?–1794)が爵位を相続した。
その息子である12代伯アーチボルド(1770–1846)は国王ウィリアム4世の親しい友人であり、次男がウィリアム4世の庶出の娘と結婚したほか、1831年9月10日には連合王国貴族であるエアシャーにおけるエイルザ島のエイルザ侯爵(Marquess of Ailsa, of the Isle of Ailsa in the County of Ayr)に叙されて、今に続く侯爵家の祖となった。
現在もその初代侯の系統で続いており、彼が1806年に連合王国貴族としてエアー州エイルザのエイルザ男爵(Baron Ailsa, of Ailsa in the County of Ayr)に叙されたため、1999年貴族院法制定まで侯爵家当主は自動的に貴族院に議席を持ち続けていた。

## 現当主の保有爵位
現当主である第9代エイルザ侯爵デイビッド・トーマス・ケネディは以下の爵位を保有している。
- 第9代エアー州エイルザ島のエイルザ侯爵(9th Marquess of Ailsa, of the Isle of Ailsa in the County of Ayr)
(1831年9月10日の勅許状による連合王国貴族爵位)
- 第20代カセルス伯爵(20th Earl of Cassillis)
(1509年創設のスコットランド貴族爵位)
- 第22代ケネディ卿(22nd Lord Kennedy)
(1457年創設のスコットランド貴族爵位)
- 第9代エアー州エイルザのエイルザ男爵(9th Baron Ailsa, of Ailsa in the County of Ayr)
(1806年11月12日の勅許状による連合王国貴族爵位)

## 一覧

### ケネディ卿（1457年）
- 初代ケネディ卿ギルバート・ケネディ（英語版）(c. 1406–c. 1480)
- 第2代ケネディ卿ジョン・ケネディ(生年未詳-1508)
- 第3代ケネディ卿デイビッド・ケネディ（英語版） (生年未詳-1513) (1509年にカセルス伯爵位創設)

### カセルス伯爵（1509年）
- 初代カセルス伯（第3代ケネディ卿）デイビッド・ケネディ（英語版）(1463–1513)
- 第2代カセルス伯爵（第4代ケネディ卿）ギルバート・ケネディ（英語版）(1492頃–1527)
- 第3代カセルス伯爵（第5代ケネディ卿）ギルバート・ケネディ（英語版）(1515–1558)
- 第4代カセルス伯爵（第6代ケネディ卿）ギルバート・ケネディ（英語版）(1541頃–1576)
- 第5代カセルス伯爵（第7代ケネディ卿）ジョン・ケネディ（英語版）(1573頃–1615)
- 第6代カセルス伯爵（第8代ケネディ卿）ジョン・ケネディ（英語版）(1600年代–1668)
- 第7代カセルス伯爵（第9代ケネディ卿）ジョン・ケネディ(1653–1701)
- 第8代カセルス伯爵（第10代ケネディ卿）ジョン・ケネディ(1700–1759)
- 第9代カセルス伯爵（第11代ケネディ卿）トマス・ケネディ(1726–1775)（クレインのケネディ準男爵家第4代当主）
- 第10代カセルス伯爵（第12代ケネディ卿）デイヴィッド・ケネディ(1727-1792) (1792年にクレインのケネディ準男爵廃絶)
- 第11代カセルス伯爵（第13代ケネディ卿）アーチボルド・ケネディ(生年未詳–1794)
- 第12代カセルス伯爵（第14代ケネディ卿）アーチボルド・ケネディ(1770–1846) (1807年にエイルザ男爵、ついで1831年にエイルザ侯爵位創設)

### エイルザ侯爵（1831年）
- 初代エイルザ侯爵（第12代カセルス伯爵）アーチボルド・ケネディ(1770–1846)
- 第2代エイルザ侯爵（第13代カセルス伯爵）アーチボルド・ケネディ(1816–1870)
- 第3代エイルザ侯爵（第14代カセルス伯爵）アーチボルド・ケネディ(1847–1938)
- 第4代エイルザ侯爵（第15代カセルス伯爵）アーチボルド・ケネディ(1872–1943)
- 第5代エイルザ侯爵（第16代カセルス伯爵）チャールズ・ケネディ(1875–1956)
- 第6代エイルザ侯爵（第17代カセルス伯爵）アンガス・ケネディ(1882–1957)
- 第7代エイルザ侯爵（第18代カセルス伯爵）アーチボルド・デイビッド・ケネディ（英語版）(1925–1994)
- 第8代エイルザ侯爵（第19代カセルス伯爵）アーチーボルド・アンガス・チャールズ・ケネディ（英語版） (1956–2015)
- 第9代エイルザ侯爵（第20代カセルス伯爵）デイヴィッド・ケネディ (1958–)

法定推定相続人は現当主の息子であるカセルス伯爵(儀礼称号)アーチボルド・デイビッド・ケネディ(1995–)。

### 註釈
1. ↑  実際の発音は、([ˈkæsəlz] KASS-əlz)であり、対応するカタカナ表記では「カサルズ」。

## 参考図書
- Cokayne, George E. (1910). Gibbs, Vicary. ed. The complete peerage of England, Scotland, Ireland, Great Britain and the United Kingdom, extant, extinct, or dormant. I, Ab-Adam to Basing. London: St. Catherine Press. pp. 67–68
- Cokayne, George E. (1998). Hammond, Peter W. (ed.). The complete peerage of England, Scotland, Ireland, Great Britain and the United Kingdom, extant, extinct, or dormant. Vol. XIV, Addenda and Corrigenda. London: St. Catherine Press. pp. 12–13.
- The Rulers of Strathspey, a history of the lairds of Grant and the Earls of Seafield, 1911, by the Earl of Cassilis